# Manfred Müller (Puppenspieler)
Manfred Müller (* 10. November 1950; † 27. April 2019) war ein  österreichischer Drehbuchautor, Puppenspieler und von 1995 bis zu seinem Tod Direktor des Wiener Urania-Puppentheaters.

## Leben
Manfred Müller wurde 1950 geboren und machte eine Ausbildung zum Grafiker. Er war seit 1973 Mitglied des Kasperl und Pezi – Wiener Urania Puppentheaters. Nach dem Tod von Hans Kraus übernahm er ab 1995 gemeinsam mit dessen Frau Marianne Kraus die Leitung des Puppentheaters. Nach deren Tod war er ab 1999 alleiniger Direktor des Theaters. Daneben verfasste er Theaterstücke und Drehbücher für die Bühne und Kasperl-Produktionen des Österreichischen Rundfunks. Außerdem bastelte er die Kulissen und Figuren und verlieh Kasperl in den Vorstellungen seine Stimme. Am 27. April 2019 erlag er einem Herzinfarkt, wenige Tage vor der Übergabe der Puppenbühne an André Heller.